# Dapediidae
De Dapediidae zijn een familie van uitgestorven straalvinnige beenvissen (Osteichthyes). Ze leefden in zout en zoet water van het Laat-Trias tot het Laat-Jura.

## Kenmerken
De vissen waren meestal middelgroot met een maximale lengte van vijfenveertig centimeter. Ze hebben een hoge rug en zijn zijdelings afgeplat, bij sommige soorten zijn de kop en het lichaam bijna cirkelvormig, andere zijn sterk spoelvormig. De rug- en anaalvin waren lang. Een rij infraorbitalia en een rij suborbitalia vormen samen de oogkasbeenderen. Het verticale gedeelte van de preopercula werd gedeeltelijk bedekt door de suborbitalia. Een plaat bedekte gedeeltelijk het gulare.

## Systematiek
De familie Dapediidae werd in 1966 geïntroduceerd door de Duitse paleontoloog Ulrich Lehmann en toegewezen aan de Semionotiformes. Thiesa en Waschkewitz introduceerden de orde Dapediiformes voor de familie in 2015 en kenden deze toe aan de Ginglymodi (verwanten van de gars) binnen de subklasse van de beenganoïden (Holostei). Andere wetenschappers plaatsen ze veeleer in de Halecomorphi (relatie van de moddersnoeken) of zien ze als de zustergroep van een clade van Ginglymodi en Halecomorphi in de Dapediidae.

## Geslachten
- Aetheolepis
- Dapedium Leach, 1822, Laat-Trias van Europa
- Dandya
- Paradapedium Jain, 1973, Vroeg-Trias van India
- Hemicalypterus Schaeffer, 1967, Laat-Trias van Noord-Amerika
- Sargodon Plieninger, 1847, Laat-Trias van Europa
- Scopulipiscis
- Heterostrophus Wagner, 1863, Laat-Jura van Europa
- Tetragonolepis Bronn, 1830, Vroeg-Jura van Europa en India